# Hebrejské písmo

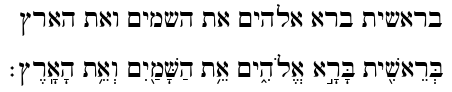
Hebrejský text zapsaný kvadrátním písmem jen pomocí konsonantů (nahoře) a stejný vokalizovaný text (dole)

Hebrejské písmo je písmo, jímž se zaznamenává hebrejština, jidiš, ladino a dříve též například slovanský lešon Kena’an. V průběhu dějin se podoba písma proměňovala. V období 10.–6. století př. n. l. se pro zápis hebrejštiny používalo tzv. paleohebrejské písmo, jež vycházelo přímo z fénického písma. S rostoucím vlivem aramejštiny se však k zápisu hebrejského textu stále více užívaly aramejské znaky (rovněž z fénického základu), jež byly pro zápis hebrejštiny uzpůsobeny do tzv. kvadrátního písma. V dalším průběhu se vyvinuly další typy hebrejského písma, výsadní pozici si však dodnes uchoval kvadrátní typ.
Hebrejština se zapisuje zprava doleva a zpravidla jen pomocí 22 konsonantů, které tvoří abecedu (alefbejt/alefbet). Vokály (samohlásky), akcenty a případně další znaky do abecedy nepatří a používají se jen jako pomůcka k zajištění správného čtení textu, a to zejména v případě posvátných hebrejských textů (nikoli ale u textů určených k předčítání v synagoze – ty jsou v původní nevokalizované podobě) nebo slouží jako pomůcka pro děti nebo obecně pro ty, kteří se hebrejsky učí.

## Historie písma

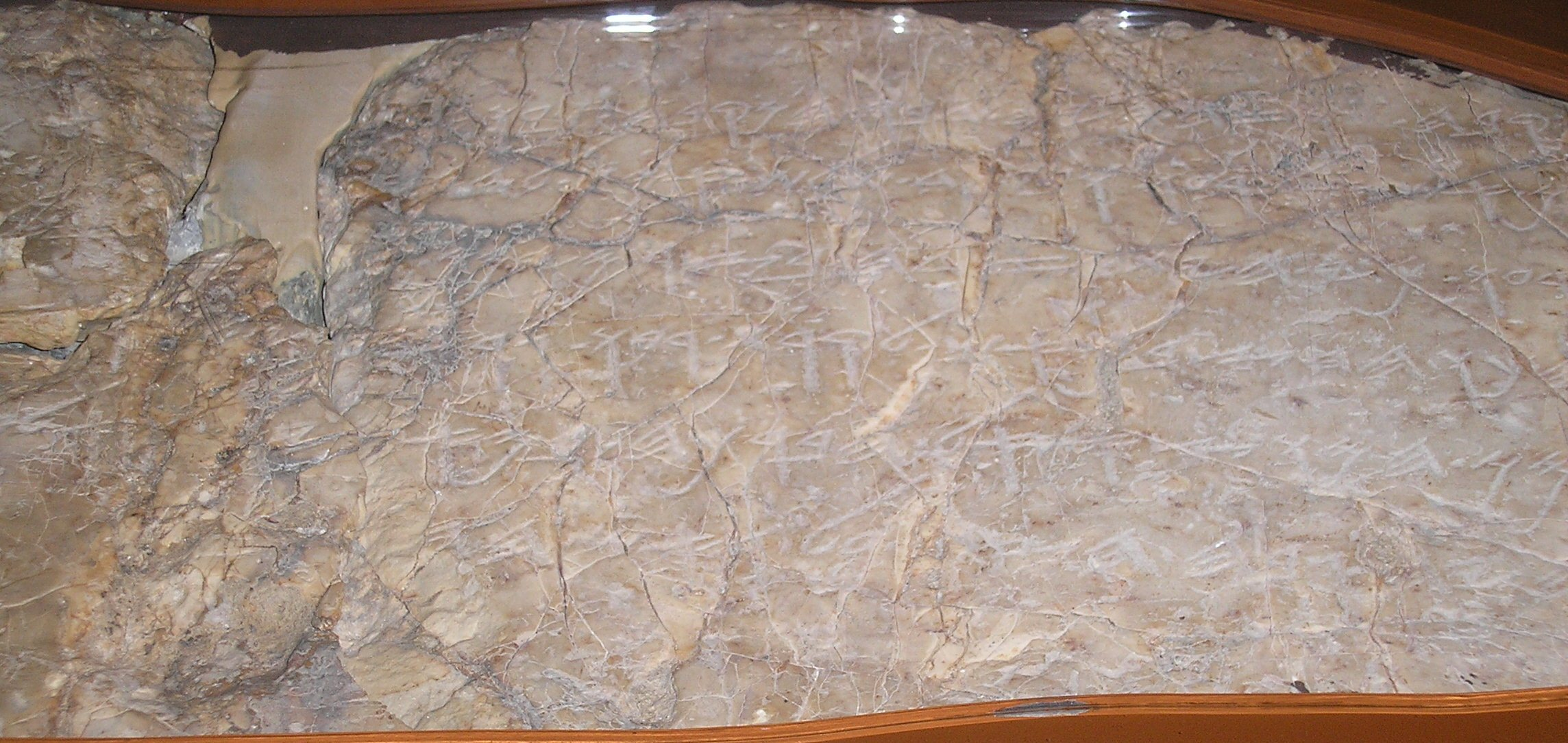
Šíloašský nápis (okolo 700 př. n. l.) v paleohebrejském písmu

### Paleohebrejské písmo
Nejstarší dochované nápisy v samotném kanaánském písmu byly nalezeny u Betléma a pocházejí z 12. století př. n. l. Spolu s ním existovalo v této době také klínopisné písmo ugaritské. To však ve 12. století v důsledku invaze tzv. mořských národů zaniklo, takže se plně prosadilo fénické písmo, založené na souhláskovém principu. Toto písmo pak přejali a upravili Řekové a od nich (přes Etrusky) Římané.
Izraelité kanaánskou abecedu používali pro zápis hebrejštiny od 10. do 6. století př. n. l., kdy tento jazyk představoval „lidovou řeč“. Někdy se pro označení písma, jímž se zapisovala hebrejština, používá název „paleohebrejské“ či „hebrejsko-kanaánské písmo“. Tímto typem písma jsou zaznamenány nejstarší hebrejské písemné památky pocházející z doby izraelského a judského království, jako například Gezerský kalendář (10. stol.), ostraka ze Samaří (8. stol.), Šíloašský nápis (okolo 700) nebo Lakíšská ostraka z Lachiše a Tel Aradu (okolo 600).

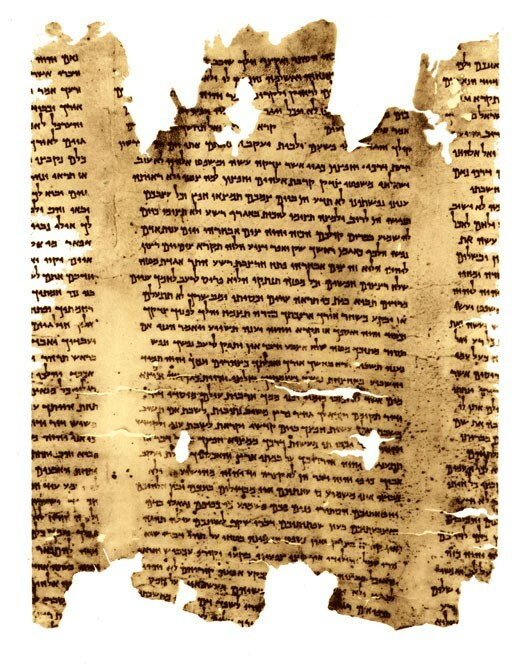
Zlomek svitků od Mrtvého moře zapsaný kvadrátním písmem

S pádem izraelského (722) a judského království (586) bylo paleohebrejské písmo vytlačeno do pozadí, nezaniklo však úplně – užívalo se jako vyjádření židovské identity například na mincích z dob hasmoneovského království (142–4 př. n. l.), první židovské války (66–74 n. l.) či Bar Kochbova povstání (132–135). Kumránské texty dokládají také časté užívání paleohebrejského písma pro zápis posvátných textů. Přestalo se používat až v 2. století, kdy rabíni prohlásili, že je pro posvátné texty dále nepoužitelné.

### Kvadrátní písmo
S rostoucím vlivem asyrské říše se prosazovala také aramejština a aramejské písmo, které se rovněž vyvinulo z kenaanského (fénického) písma. Po pádu izraelského a judského království přejali aramejštinu také Židé, kteří si aramejské písmo přizpůsobovali, až ve 3. století př. n. l. vytvořili židovsko-aramejské písmo. I to procházelo dalším vývojem, 1. století n. l. pak kromě kurzívy a polokurzívy existovalo tzv. „kvadrátní písmo“. Okolo roku 100 pak rabíni rozhodli, že kvadrátní forma židovsko-aramejského písma se má používat k zápisu posvátných textů.

### Písma odvozená od kvadrátního stylu
Z kvadrátního písma se v průběhu dvou tisíciletí vytvořilo množství modifikací, z nichž lze uvést nejdůležitější:
Stam (hebrejsky סת״ם‎) je zkratkou pro ספרי תורה תפילין ומזוזות‎ (sifrej Tora, tfilin u-mezuzot, svitky Tóry, tfilin a mezuzy). Tímto typem písma jsou ručně psány svitky do těchto předmětů a také pět svátečních svitků (Rút, Kazatel, Píseň písní, Pláč Jeremjášův a Ester). Existuje několik variant písma stam[zdroj?]:
- Bejt Josef (podle díla Josefa Kara, užívaný především aškenázskými židy),
- Arizal (podle zkratky jména Jicchaka Lurii אריז״ל – אשכנזי רבי יצחק זיכרונו לברכה‎, Aškenazi rabi Jicchak, zichrono li-vracha, používaný v některých chasidských komunitách),
- Ba'al Tanja, užívaný v komunitách lubavičských chasidů,
- „veliš“ (užívaný sefardskými Židy),
- jemenský.

Jednotlivé varianty se od sebe v detailech liší, ale pro laika jsou rozdíly neznatelné. Charakteristickým znakem písma stam jsou tzv. korunky (tagin), které jsou tvořeny třemi malými písmeny zajin a píší se na všechna písmena, která v sobě zajin „obsahují“. Tyto jsou: šin, ajin, tet, nun, zajin, gimel a cade a koncové varianty od nun a cade.[zdroj?] Další skupina písmen (bet, dalet, he a kuf) je ozdobena jednoduchým tagem. Tagin mají především význam dekorativní a homiletický, z halachického hlediska však jejich případná absence nečiní příslušný svitek neplatným.
Aškenázské písmo je jednou z variant hebrejského písma, které se vyvinuly během středověku v Evropě. Písmo je podobného charakteru jako latinská gotická minuskule, což je způsobeno používáním stejných psacích prostředků (husí brk). Tímto písmem je napsána nebo vysázena většina hebrejských středověkých rukopisů nebo tisků. Ze sefardského středověkého skriptu vznikla dnešní moderní hebrejská abeceda.[zdroj?]

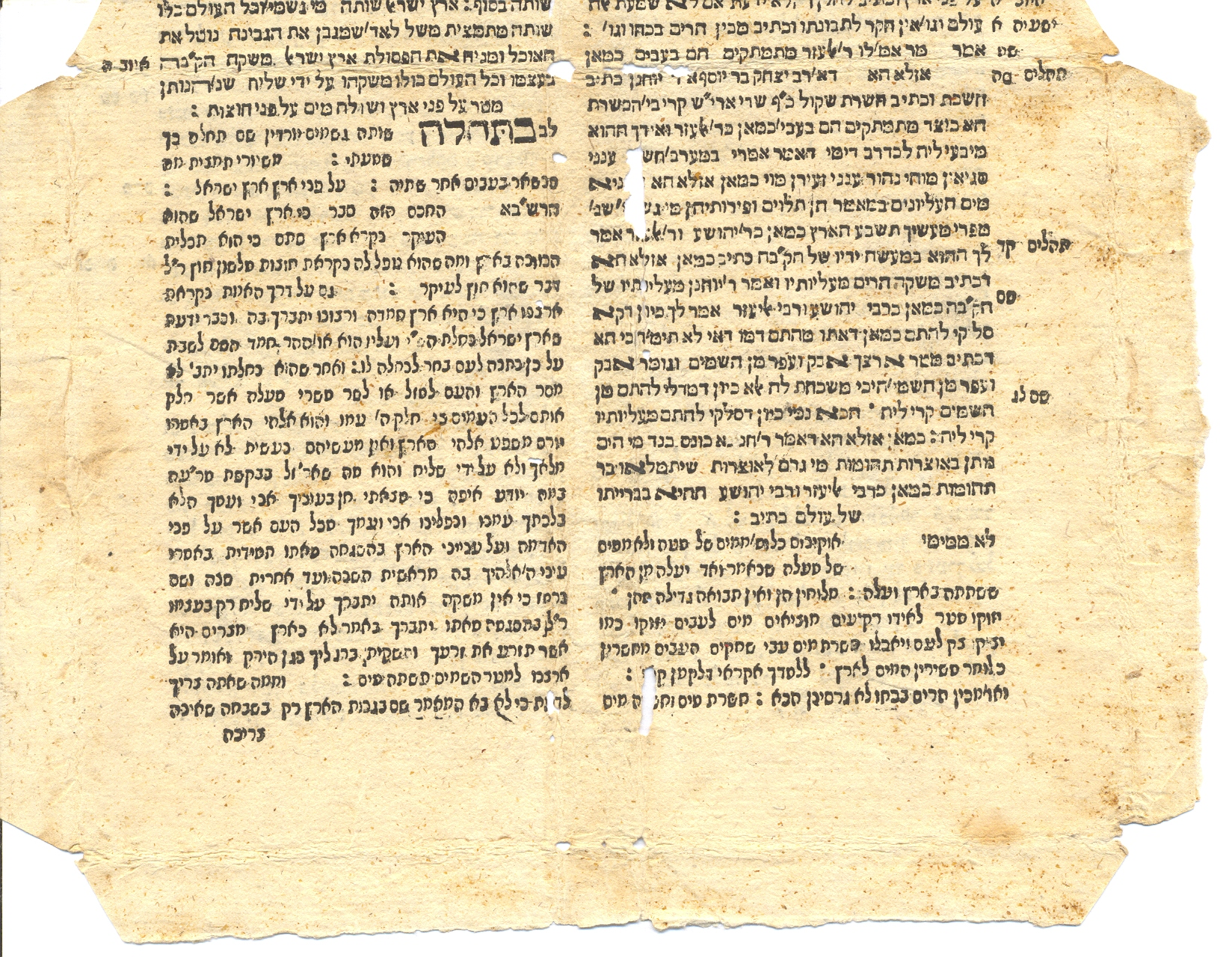
Komentář k Talmudu zapsaný Rašiho písmem

Tzv. Rašiho písmo je připisováno učenci Rašimu, ačkoli ten jej nikdy nepoužíval. Jedná se o zvláštní severoafrickou kurzívní variantu hebrejského písma, která byla použita v tištěných vydáních talmudu a bible, aby se odlišil vlastní biblický nebo talmudický text od Rašiho komentáře. Rozlišení se ujalo natolik, že se písmo začalo nazývat Raši (hebrejsky כתב רש״י‎) a tradičně se v něm sází Rašiho (a nejen jeho) komentáře až dodnes.[zdroj?]
| jméno    | význam   | přepis | číselná hodnota | Moderní   | Moderní | Raši | Aškenázské, 12. stol. | Stam | Aramejské kvadrátní | Fénické (kanaánské) |
| jméno    | význam   | přepis | číselná hodnota | kvadrátní | kurzíva | Raši | Aškenázské, 12. stol. | Stam | Aramejské kvadrátní | Fénické (kanaánské) |
| -------- | -------- | ------ | --------------- | --------- | ------- | ---- | --------------------- | ---- | ------------------- | ------------------- |
| alef     | býk      | ’      | 1               | א         |         |      |                       |      |                     | Aleph               |
| bet      | dům      | b, v   | 2               | ב         |         |      |                       |      |                     | Beth                |
| gimel    | velbloud | g      | 3               | ג         |         |      |                       |      |                     | Gimel               |
| dalet    | dveře    | d      | 4               | ד         |         |      |                       |      |                     | daleth              |
| he       | okno     | h      | 5               | ה         |         |      |                       |      |                     | he                  |
| vav      | hák      | v      | 6               | ו         |         |      |                       |      |                     | waw                 |
| zajin    | meč      | z      | 7               | ז         |         |      |                       |      |                     | zayin               |
| chet     | plot     | ch     | 8               | ח         |         |      |                       |      |                     | heth                |
| tet      | had      | t      | 9               | ט         |         |      |                       |      |                     | tet                 |
| jod      | ruka     | j      | 10              | י         |         |      |                       |      |                     | yod                 |
| kaf      | pěst     | k, ch  | 20              | כ ך       |         |      |                       |      |                     | Kaph                |
| lamed    | ostruha  | l      | 30              | ל         |         |      |                       |      |                     | Lamedh              |
| mem      | voda     | m      | 40              | מ ם       |         |      |                       |      |                     | Mem                 |
| nun      | ryba     | n      | 50              | נ ן       |         |      |                       |      |                     | Nun                 |
| samech   | podpěra  | s      | 60              | ס         |         |      |                       |      |                     | Samekh              |
| ajin     | oko      | ’      | 70              | ע         |         |      |                       |      |                     | Ayin                |
| pe, fe   | ústa     | p, f   | 80              | פ ף       |         |      |                       |      |                     | Pe                  |
| cade     | udice    | c      | 90              | צ ץ       |         |      |                       |      | ,                   | Sade                |
| kuf      | týl      | k      | 100             | ק         |         |      |                       |      |                     | Qof                 |
| reš      | hlava    | r      | 200             | ר         |         |      |                       |      |                     | Resh                |
| šin, sin | zub      | š, s   | 300             | ש         |         |      |                       |      |                     | Sin                 |
| tav      | kříž     | t      | 400             | ת         |         |      |                       |      |                     | Tav                 |

## Konsonanty

### Abeceda, číslice a zkratky
Hebrejská abeceda je jakožto abeceda semitského jazyka tvořena konsonanty a čte se zprava doleva. Pořadí konsonantů vychází z pořadí ugaritského písma (14. století př. n. l.) a v biblických textech jej dosvědčují akrostichické poetické texty.
Znaků hebrejské abecedy je 22, z nichž pět má krom základního tvaru ještě odlišný druhý tvar, který se používá jen na koncích slov (ץ ,ף ,ן ,ם ,ך). Do koncového kaf (ך) se pak ve vokalizovaném textu kvůli jasnému odlišení od koncového nun (ן) zapisuje šva. Slova se v klasické hebrejštině nemohou dělit, z estetických důvodů se proto písmena ת ,ם ,ל ,ה ,א mohou graficky roztáhnout do šířky.
Hebrejské číslice se zprvu zapisovaly pomocí svislých čárek (například 6 se zapisovalo jako ||| |||). Ve 2. století př. n. l. dostaly pod vlivem helénismu znaky svou číselnou hodnotu. Číslo 632 pak bylo například zapisováno jako תרל״ב (400+200+30+2, dvě svislé čárky vyznačují, že se jedná o číslici). V biblických textech se tohoto způsobu zápisu čísel neužívá a čísla se rozepisují slovy. Rovněž se v biblických textech neobjevují zkratky, středověké hebrejské texty se však zkratkami hemží. Zkratky jsou pak vyznačeny svislou čárkou (וגו׳‎ = וגומר‎ „a tak dále“), akronymy pak dvěma svislými čárkami (תנ״ך‎ = תורה נביאים כתובים‎ Tanach = „Zákon, Proroci [a] Spisy“).

### Výslovnost konsonantů
Přesnou výslovnost jednotlivých znaků stanovili až masoreti v 9.–10. století n. l. U některých znaků proto není zcela jisté, jak se vyslovovaly. Během 2. tisíciletí se výslovnost dále proměňovala a diferenciovala na tři základní typy: sefardskou a aškenázskou a jemenskou výslovnost. Výslovnost moderní hebrejštiny je pak založena na výslovnosti sefardské, mnozí Izraelci si však ponechali aškenázskou výslovnost.[zdroj?]
V hebrejštině existují dvě skupiny specifických konsonantů, které pak zvláštním způsobem ovlivňují výslovnost, tvorbu i význam slov. První skupinu tvoří tzv. skupina „begadkefat“ (ת פ כ ד ג ב). Tyto znaky se mohou vyslovovat dvojím způsobem: obsahují-li dageš (tečku uprostřed písmene, např. כּ), vyslovují se explozivně („raženě“, b g d k p t); neobsahují-li dageš, vyslovují se spirantně („třeně“, v g d ch f t). Druhou skupinu tvoří laryngály (hrdelnice, ע ח ה א), k nimž se často připojuje reš (ר).

### Dageš, rafe, mapik
Hebrejština disponuje několika prostředky, jak pozměnit výslovnost některých konsonantů. Dageš (tečka uprostřed písmene) zajišťuje prodloužení či důraznou výslovnost konsonantu (dageš forte, v moderní hebrejštině dageš tuto vlastnost ztratilo). Dageš také označuje explozivní výslovnost konsonantů ze skupiny „begadkefat“ (dageš lene). Naproti tomu spirantní výslovnost lze zdůraznit pomocí horizontální čárky nad konsonantem, nazývané rafe. U laryngál se dageš nepoužívá a u písmene reš se vyskytuje pouze velmi vzácně.
Graficky je dageš podobné znaménku mapik (הּ), které se používá pouze u písmene he (ה) na konci slova a ojediněle u písmene alef (אּ). Mapik označuje, že toto he se má vyslovit jako konsonant h (a nemá tedy funkci vokálu – mater lectionis).

## Vokály

### Vokalizace

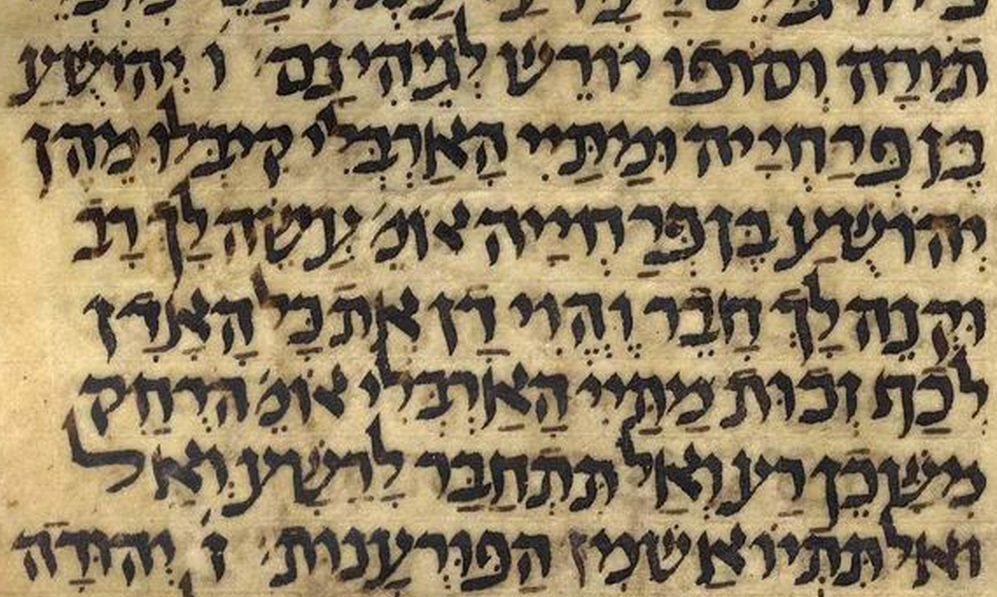
Text Mišny z 12. století vokalizovaný tiberiadským způsobem

Až do 10. století př. n. l. se vokály nezapisovaly, což však nezřídka způsobovalo nejednoznačnou výslovnost, a tedy i nejasný význam slov. V 10. století se proto začala uplatňovat lineární vokalizace, jež ovšem nevytvořila nové znaky, nýbrž k naznačení samohlásek používala již existující symboly souhlásek (י ו ה a později א). Tyto čtyři znaky tedy mohou v hebrejském textu označovat jak konsonanty, tak vokály. Tyto čtyři znaky (nazývané v takovém případě matres lectionis – „matky čtení“) mohly ovšem označovat více vokálů, anebo mohly sloužit jako původní plnohodnotný konsonant (například symbol ו (vav) mohl označovat pomocný znak pro vokály o a u, ale i pro konsonant v). Systém lineární vokalizace navíc zůstal nepovinným, takže vznikly dva typy psaní: v případě užití mater lectionis se hovoří o „plném psaní“ (scriptio plena, například יקומו) a o „defektivním psaní“ (scriptio defectiva, například יקמו). Ve výslovnosti ani významu slova není žádný rozdíl (v obou případech jakumu = „povstanou“).
Kvůli nedokonalosti lineární vokalizace se přibližně od 5. století n. l. začaly vytvářet další vokalizační systémy, aby jednak usnadnily četbu posvátných textů, ale hlavně aby zajistily jednoznačný smysl jejich slov. Vznikla tak samaritánská, palestinská, babylonská a tiberiadská vokalizace. Od 10. století se nakonec prosadil tiberiadský systém.

### Výslovnost vokálů
Tiberiadská vokalizace naznačuje pouze kvalitu (barvu zvuku), nikoli kvantitu (délku) jednotlivých hlásek. Jednotlivé vokály se od sebe lišily jen málo, takže historická výslovnost jednotlivých vokálů je nejasná. Zcela hypotetické pak zůstávají úvahy o délce jednotlivých vokálů.
Kromě plných vokálů (ָ ַ ֶ ֵ ִ ֻ), které lze v hebrejštině kombinovat s lineární vokalizací (mater lectionis), takže pak vznikají kombinace jako  ִי, ֵי, ֶי, וֹ, וּ, ֶה , se v hebrejštině vyskytuje zvláštní znak šva (zapisovaný jako dvojtečka pod písmenem). Šva se vyslovuje buď jako redukovaná samohláska (stejně jako šva v International Phonetic Alphabet, které se v ní zapisuje jako ə), nebo se nevyslovuje vůbec (jde pak o tzv. němé písmeno).

## Akcenty a související znaky

Hebrejský biblický text ; akcenty vyznačeny modře, vokály červeně

Akcenty plní v hebrejštině trojí funkci zároveň. Jednak označují přízvučné slabiky slova, dále vykonávají funkci interpunkčního znaménka a konečně slouží k vyznačení melodie při liturgickém přednesu textu. Akcent může také v některých případech ovlivňovat kvalitu vokálů (tzv. „pauzální tvar“), a někdy také může dokonce určovat význam slova.
Znak makkef (־) se používá pro spojení většinou krátkých slov, jež tvoří sousloví či podobný logický celek. Hlavní přízvuk pak nese pouze poslední slovo sousloví, ostatní slova nesou vedlejší přízvuk nebo jsou přízvuku zbavena zcela, přičemž často dochází také ke zkrácení vokálu. Například כֹּל אָדָם (kol adam, „každý člověk“) po spojení pomocí makkefu nabývá tvaru כָּל־אָדָם (kol-adam).
Meteg (ֽ) mj. označuje vedlejší přizvuk ve slově a klade se do druhé otevřené slabiky před hlavním přízvukem. Znaménko tak napomáhá čtení, neboť jasně vyznačuje, že následující šva se nachází na počátku již další slabiky a je tudíž znělé.

## Další
Kromě zde uvedených značek mohou být nad nebo vlevo vedle znaku pro souhlásku napsány dvě svislé čárky nebo kolečko (obojí je k vidění např. ve Staronové synagoze v Praze), což značí, že daný znak je zkratka určitého slova, nebo že má také význam čísla (chronogram). Podrobněji viz Hebrejské číslice.